# Nimbochromis
Genre
Nimbochromis est un genre de poissons d'eau douce africains de la famille des Cichlidae.

## Répartition
Certaines espèces sont endémiques du lac Malawi, d'autres sont également présentes dans le lac Malombe et la rivière Shire.

## Liste des espèces
Selon World Register of Marine Species (25 mars 2025) :
- Nimbochromis fuscotaeniatus (Regan, 1922)
- Nimbochromis linni (Burgess & Axelrod, 1975)
- Nimbochromis livingstonii (Günther, 1894)
- Nimbochromis polystigma (Regan, 1922)
- Nimbochromis venustus (Boulenger, 1908) - Haplo-Léopard[2]

## Galerie

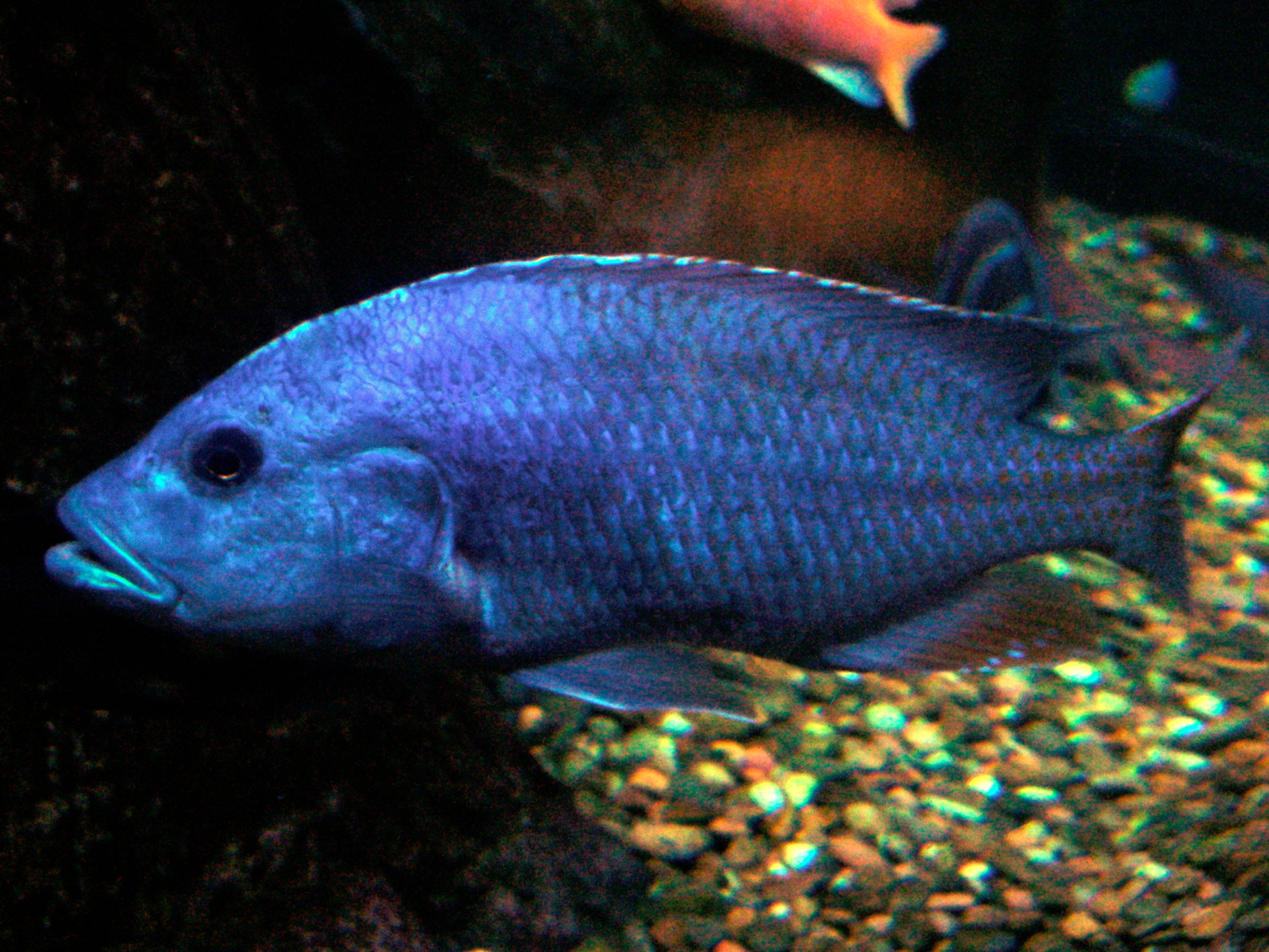
Nimbochromis fuscotaeniatus, mâle.
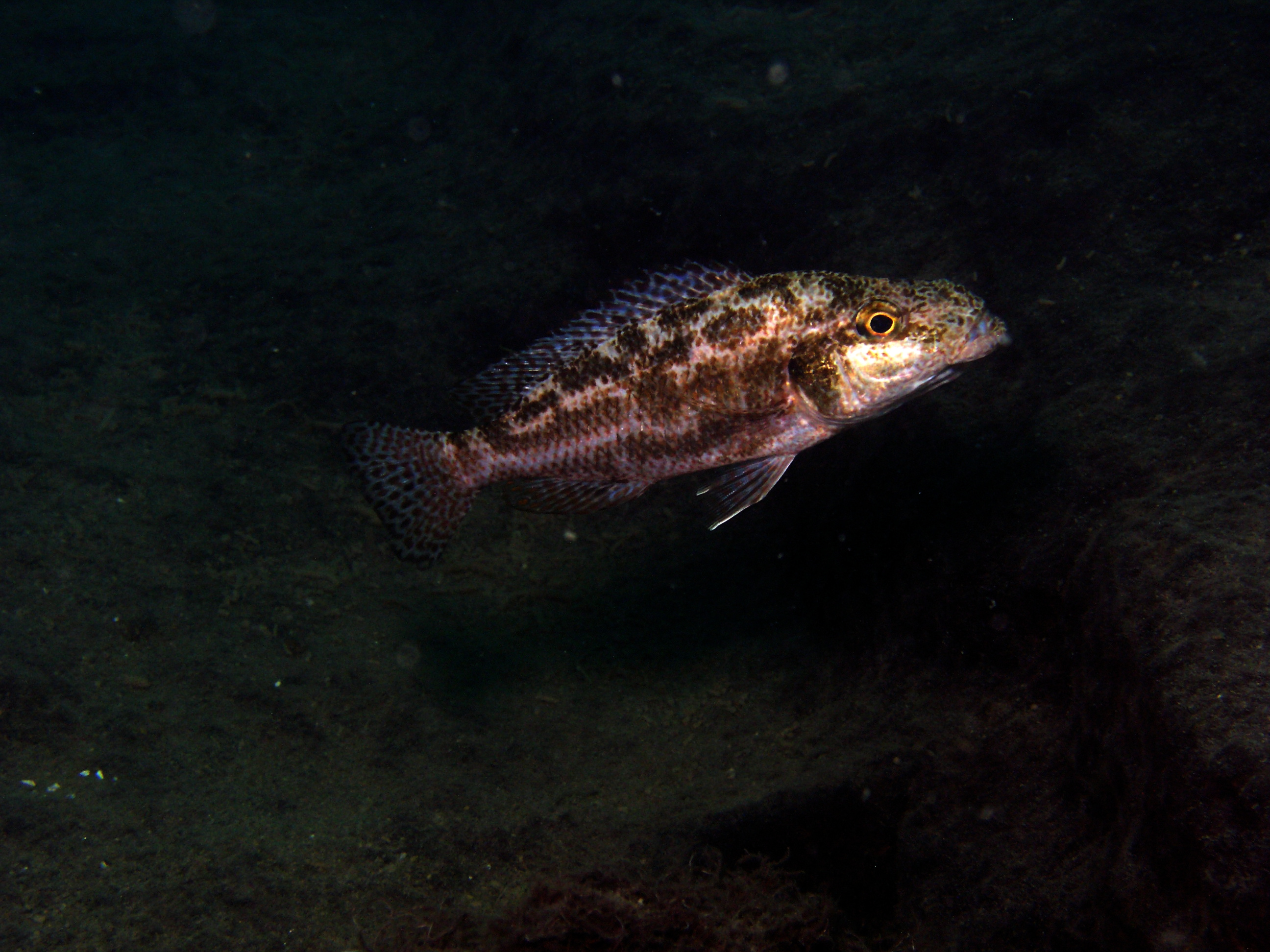
Nimbochromis linni
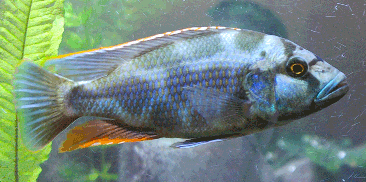
Nimbochromis livingstonii
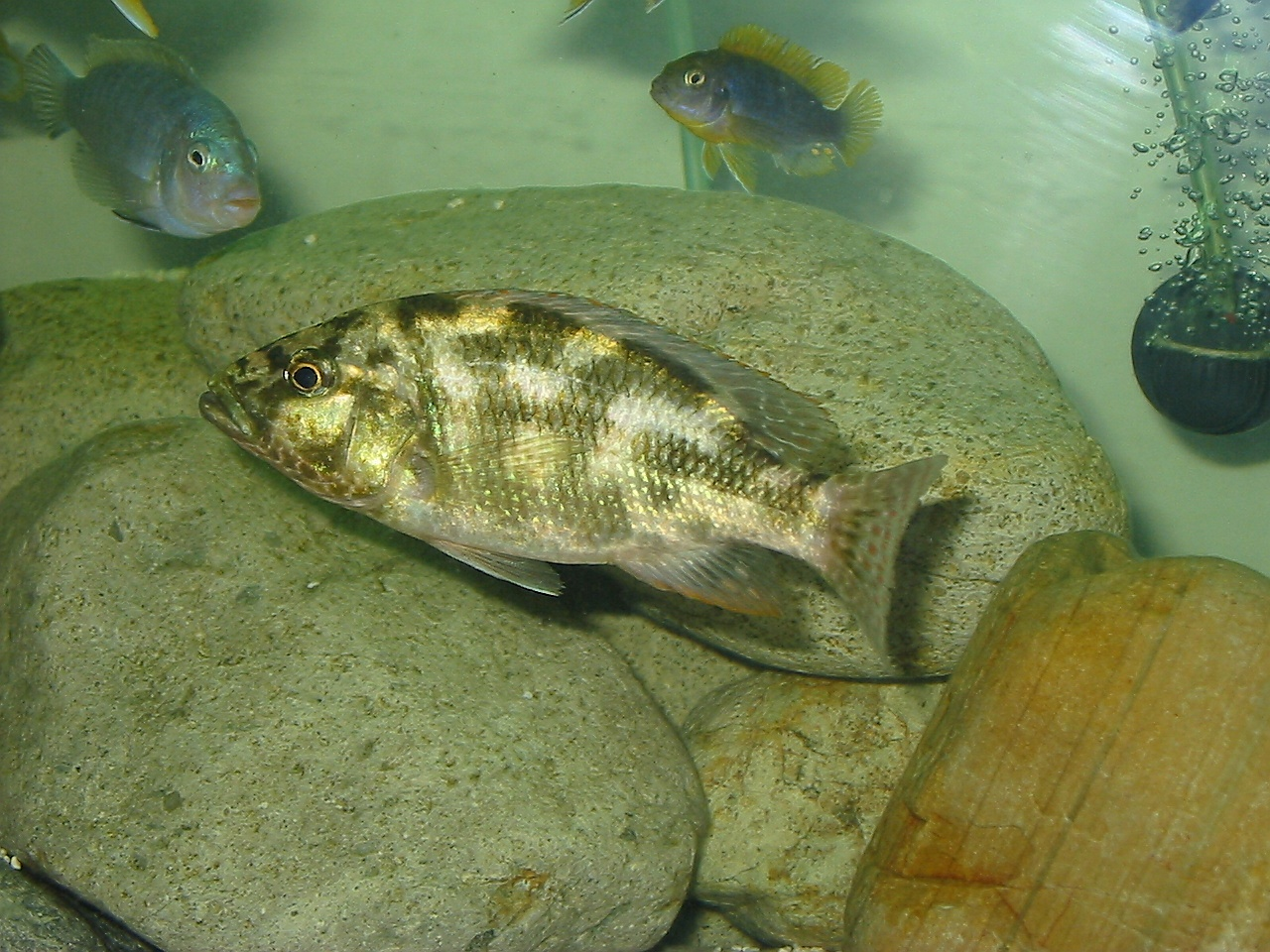
Nimbochromis polystigma
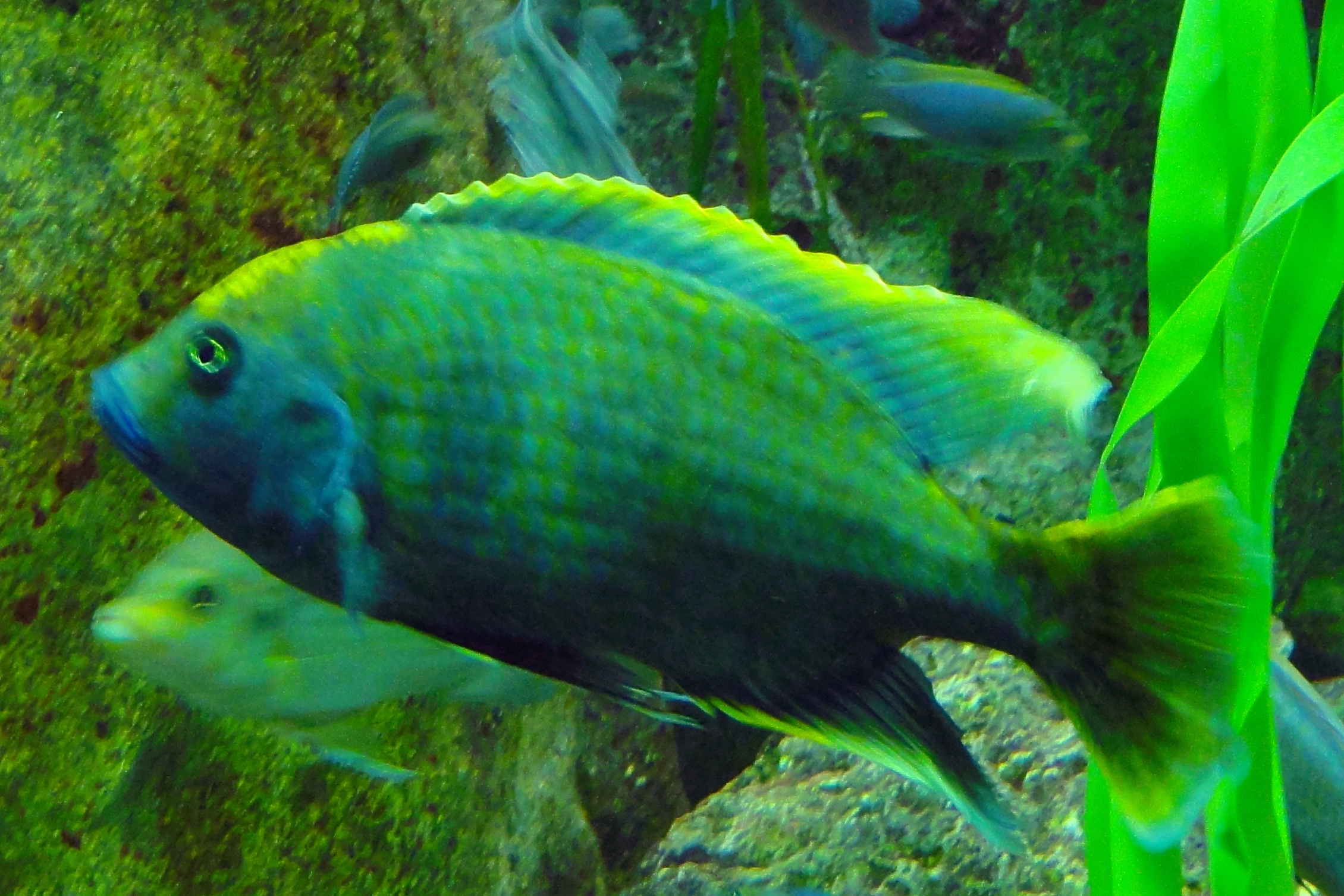
Nimbochromis venustus

## Systématique
Le nom valide complet (avec auteur) de ce taxon est Nimbochromis Eccles & Trewavas, 1989.

### Étymologie
Le nom générique, Nimbochromis, est la combinaison du latin nimbus, « nuage », qui fait référence aux taches sombres de formes irrégulières sur les flancs de ces espèces, et du suffixe -chromis régulièrement utilisé pour les genres de Cichlidae.

### Publication originale
- (en) David H. Eccles et Ethelwynn Trewavas, Malawian Cichlid Fishes: The Classification of Some Haplochromine Genera, RFA, Lake Fish Movies, 1989, 334 p..